# Villa Montellano
Villa Montellano är en kommun i Dominikanska republiken.  Den ligger i provinsen Puerto Plata. Antalet invånare i kommunen är cirka 20 000.